# 歐洲鼬無人機
歐洲鼬無人機（原廠代號P-175）是洛克希德·馬丁生產的無人飛行載具。該機由臭鼬工廠負責製造。

## 設計與發展狀況
歐洲鼬無人機是由洛克希德·馬丁公司獨資製造的一款無人飛行載具。該機的研發時間大約在18個月左右，並於2006年法恩堡航空展 中亮相。
唯一的一架原型機於2006年12月18日因機械故障而墜毀。

## 規格

### 一般資料
- 製造商：洛克希德·馬丁
- 乘員：0（無人機）
- 翼展：27.44公尺（90英尺）
- 空重：4082公斤（9000磅）
- 酬載能力：可裝載450公斤（1000磅）的武器或感測器
- 發動機：2xWilliams FJ44渦輪扇發動機

### 性能
- 實用升限：20000公尺（65000英尺）
- 滯空時間：4小時